# Taxis en México

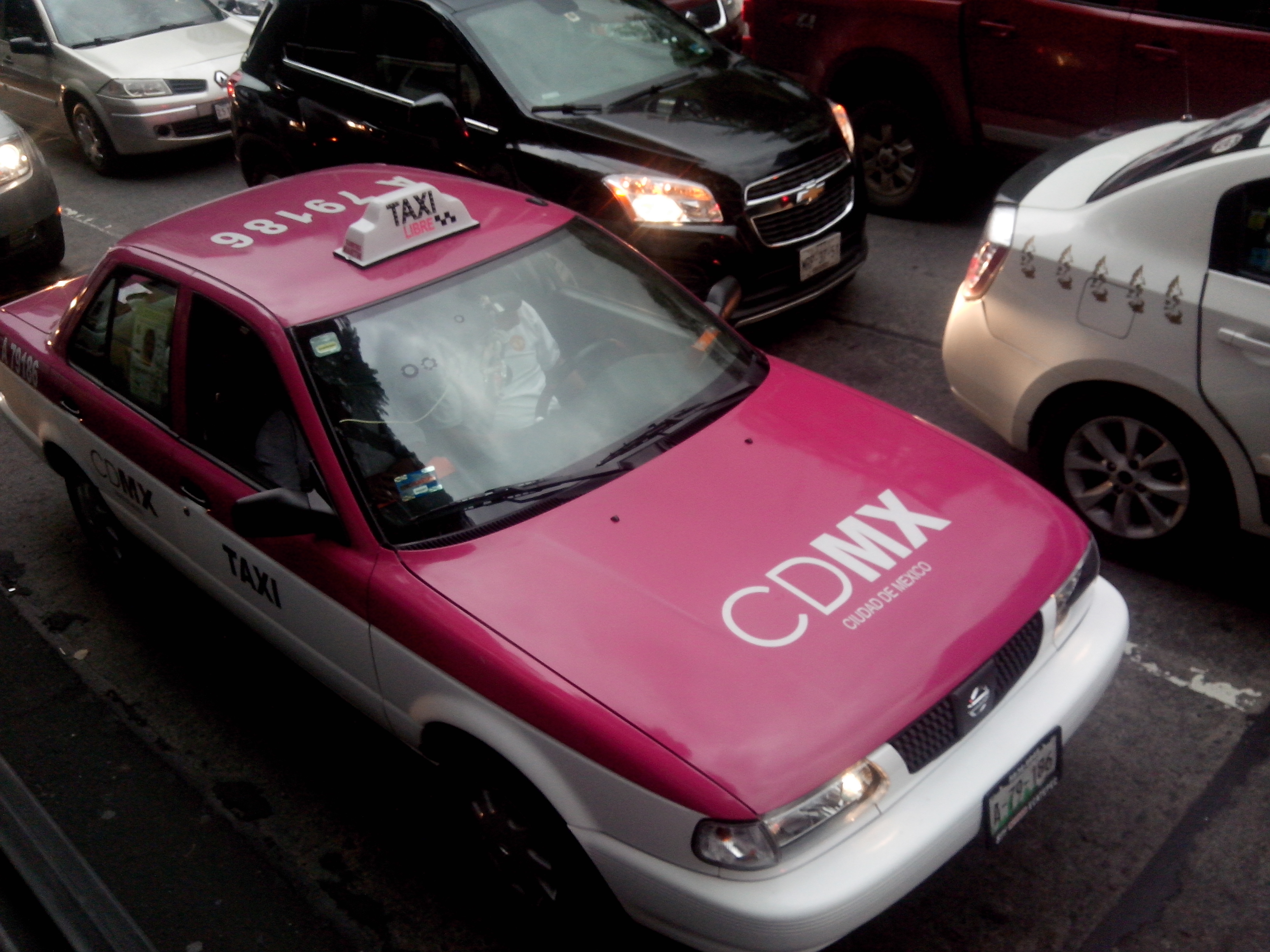
Taxi en Ciudad de México con el diseño mexicano rosa y blanco en uso desde 2014

Los taxis en México son un medio de transporte habitual en la mayoría de las ciudades de la República. Los taxis en México tienen tarifas mucho más bajas si se comparan con los países más desarrollados económicamente.
Hay más de 140.000 taxis en la Ciudad de México, lo que la convierte en una de las flotas de taxis más grandes del mundo.

## Historia

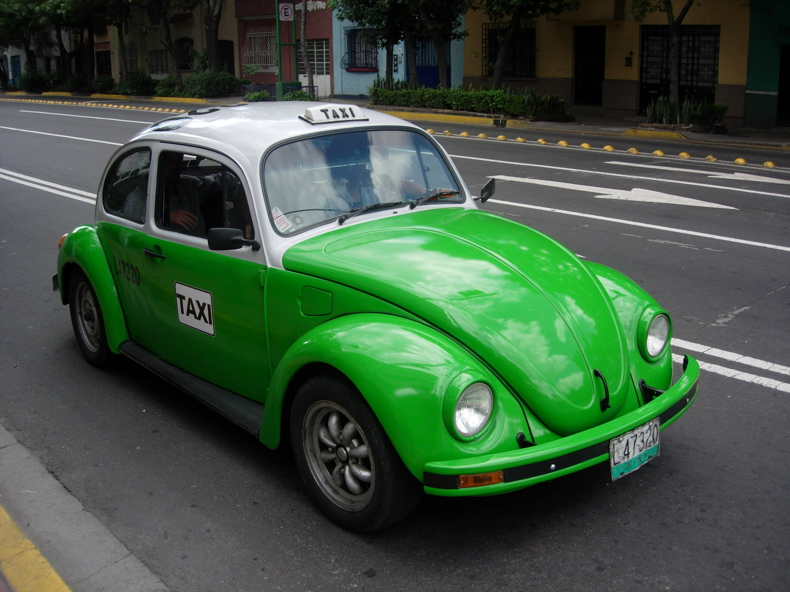
Típico taxi mexicano a partir del Volkswagen Escarabajo

Los taxis modernos de la República mexicana tienen su origen en 1970, cuando el gobierno tomó medidas para dar a la Ciudad de México un transporte de taxis asequible. En lugar de los coches grandes utilizados desde los años 50 y 60, el Volkswagen Sedán (Beetle tipo 1) fue el coche seleccionado para servir como taxi, y estaban tintados con paneles amarillos y techos blancos. Sin embargo, a finales de los años 70, otros automóviles comenzaron a funcionar como taxis, como el Nissan Tsuru y el Datsun 160J.
En algún momento a principios de los años 90, el gobierno decidió cambiar los modelos de taxi y otros medios de transporte público, como los peseros que pasaron a colorearse de verde con el fin de dar una impresión de "transporte ecológico". y los VW comenzaron a ser llamados "taxis ecológicos" . Poco después, muy pocos taxis amarillos recorrían la ciudad aunque todavía era posible ver algunos de ellos de vez en cuando. Aun así, un diseño de color amarillo es utilizado por una compañía privada de taxis al aeropuerto, "Yellow Cab" y otra, llamada "Sitio-300". 
En 2003, el gobierno decidió cambiar los colores nuevo, siendo los autos de color blanco y con una raya roja en ambos lados de los paneles. Al mismo tiempo, los viejos VW de dos puertas se retiraron y se sustituyeron por sedanes de 4 puertas o subcompactos como el Nissan Platina y el Hyundai Atos. 
Los colores cambiaron otra vez en 2008: esta vez autos a marrón con los tejados de oro y una fila del símbolo de la ciudad, el ángel de la independencia. En 2014, se volvió a cambiar el color de los taxis a un color rosado en la parte superior de la carrocería y blanco en la parte inferior.

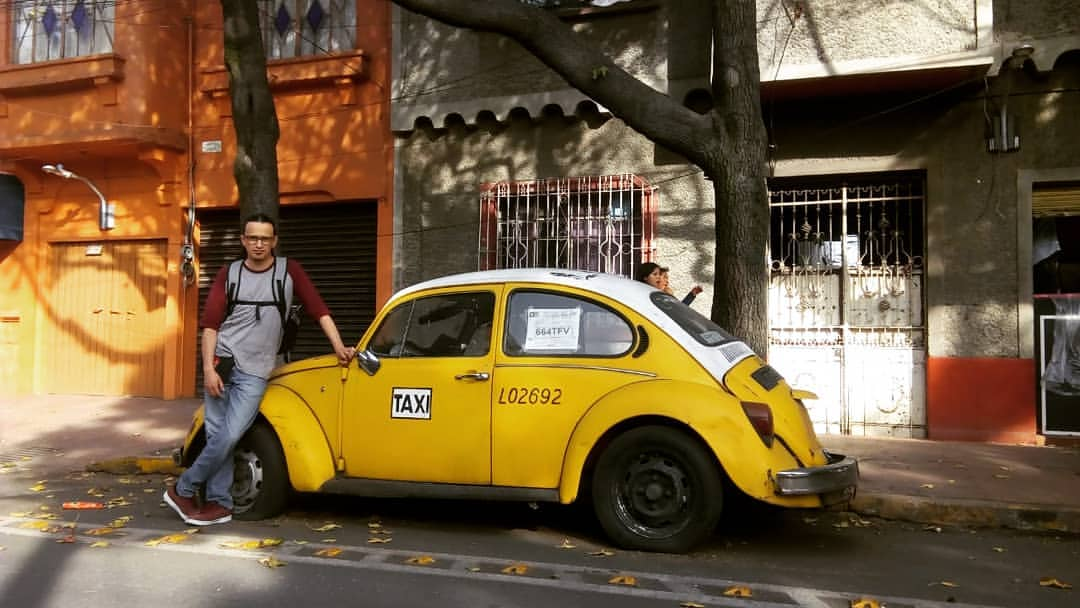
Un taxi Volkswagen de color amarillo, popularmente conocido como 'canario'.

## Regulación

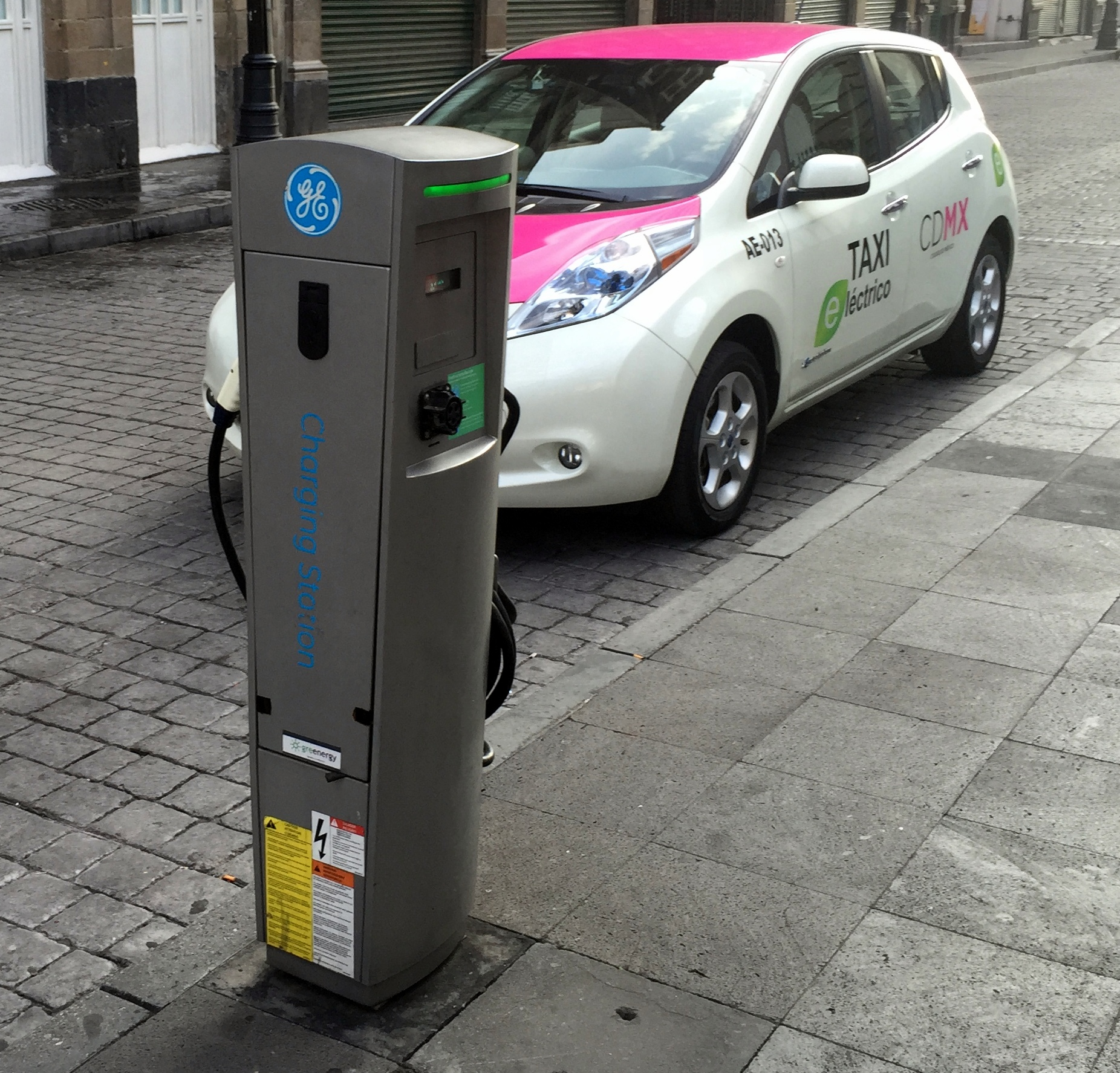
Taxi eléctrico en Ciudad de México

En Ciudad de México, de acuerdo con la legislación mexicana introducida en 2001, los taxis públicos (en contraste con los taxis de sitio) deben ser autos de cuatro puertas de color rojo, con techo blanco. Antes de 2001 la mayoría de los taxis eran escarabajos verdes de Volkswagen con un techo blanco, y en los que se había eliminado el asiento derecho delantero, con el fin de facilitar la entrada de pasajeros. Aun así los escarabajos Volkswagen siguieron circulando hasta el año 2012, cuando se decidió retirar definitivamente este vehículo para servicio de taxi.
Originalmente eran de color amarillo con techo blanco, hasta que fueron cambiados a mediados de los años 90 (supuestamente debido a que el color amarillo era el color oficial del Partido de la Revolución Democrática que en ese momento estaba compitiendo por el recién creado puesto de Jefe de Gobierno del Distrito Federal con el Partido Revolucionario Institucional que se identifica principalmente con el verde. Oficialmente se trataba de identificar a los taxis ecológicos como realmente ecológicos, pero el motor no tenía mayores modificaciones. Como en la mayor parte del mundo una licencia especial debe ser obtenida para manejar un taxi.
Sin embargo, debido a la creciente demanda de taxis públicos, y las dificultades y el costo de obtener dicha licencia, hay muchos taxis ilegales 'pirata'. Estos parecen taxis comunes, pero carecen de los requisitos legales y reglamentarios para transportar pasajeros que pagan tarifas. Los taxis pirata suponen un mayor riesgo de seguridad para los pasajeros debido a la falta de verificación de antecedentes de los conductores, y se pueden distinguir porque llevan una matrícula de vehículo privado regular (que es marrón con el formato XXX-YYY donde X es un número e Y una letra ) o tienen un número dibujado o impreso en lugar de una placa de matrícula oficial de taxi (que tiene el formato LXXXXXX donde X es un número). Estos taxis pirata son comunes en toda la ciudad, debido al fracaso del gobierno para hacer cumplir las leyes. De hecho, las sanciones contra los taxis ilegales han sido impugnadas por los sindicatos, y otras fuerzas.

## Modelos de autos usados como taxis en México

### Servicio común (con algunas excepciones)
- Chevrolet Chevy (Opel Corsa MkII)
- Chevrolet C2 (Facelifted Corsa MkII)
- Chevrolet Aveo
- Dodge Attitude (Hyundai Accent III/IV generación o Mitsubishi Mirage)
- Hyundai Atos
- Hyundai i10
- Nissan Platina
- Nissan Tsuru(Sentra B13)
- Nissan Tiida
- Nissan Versa
- Pontiac G2
- Volkswagen Gol

### Taxis eléctricos
- Nissan Hoja (Ciudad de México y Aguascalientes)

### Radio Taxi (Sitios de taxis, Servicio VIP y Taxis de Aeropuerto)
- Nissan Sentra
- Chevrolet Suburbano
- Dodge Neón
- Dodge Stratus
- Ford Contorno
- Mercury Marqués Magnífico
- Volkswagen Jetta

### Retirado del servicio
- Volkswagen Sedán

## Trivia
Matchbox Lanzó en 2004 un 1:64 modelo de escala del Volkswagen Sedán taxi,lanzado como "taxi de Escarabajo".